# 南条新六郎
南条 新六郎（なんじょう しんろくろう、1848年8月5日（嘉永元年7月7日） - 1920年（大正9年）10月7日）は、日本の実業家、名望家。第四十国立銀行頭取や、日本製粉社長を務めた。

## 人物・経歴
上野国で館林藩執政（家老）の岡谷瑳磨介の第3子に生まれ、のちに、同格の南条家の養子となる。1871年中尉。退官後、大蔵省銀行局の簿記学講習所（のちの高等商業学校（現一橋大学）附属主計学校）で学ぶ。同窓にのちにともに日本製粉設立に参画した旧館林藩士の笠原圓蔵がいた。
1881年に館林町で群馬県初の銀行である第四十国立銀行を設立し頭取に就任した。
1894年、雨宮敬次郎の事業を引き継ぎ東京製粉を設立し、次いで1896年には日本製粉を設立し社長に就任した。1898年には桐生町に四十銀行を発足させ第四十国立銀行の業務を移管して頭取に就任。
東武鉄道創立発起人および取締役、共正銀行頭取、東海生命保険取締役、西武軌道取締役、上毛鉄道発起人、川俣鉄道発起人、日本織物監査役なども務めた。

## 親族
館林藩家老を務めた岡谷瑳磨介は父。長男は三井合名筆頭常務理事を務めた南条金雄。長女さだは三宅碩夫元東京弁護士会副会長の妻。